# Ichneumon medeae
Ichneumon medeae är en stekelart som beskrevs av Joseph Kriechbaumer 1895. Ichneumon medeae ingår i släktet Ichneumon och familjen brokparasitsteklar. Inga underarter finns listade i Catalogue of Life.